# Einung
Einung (mittelhochdeutsch die einunge, alemannisch auch der Einig) bezeichnet in der mittelalterlichen Rechtssprache zunächst eine auf einem Eid (Schwur) gegründete vertragliche Übereinkunft (coniuratio). Auch die durch die Übereinkunft begründete Gemeinschaft wird Einung genannt, so beispielsweise die Adelsgesellschaften, die städtischen Schwurgemeinschaften von Bürgern oder die Zusammenschlüsse der Handwerker und Kaufleute in Zünften und Gilden. Schließlich heißt die durch die eidliche Übereinkunft entstandene Rechtssatzung ebenfalls Einung. Die Rechtsform der Einung umfasst sowohl Bereiche des subjektiven Rechts, in Form der individuellen Selbstbindung durch den Eid, als auch Bereiche des objektiven Rechts, als Rechtsetzung zur sozialen Regulation. Im Hotzenwald waren die Gebiete in Einungen aufgeteilt, weiteres dazu siehe im Artikel → Geschichte der Salpeterer
Nachgewiesen ist die Verwendung der Bezeichnung „Einung“ seit dem frühen 11. Jahrhundert. In der Geschichtswissenschaft wird Einung als historische Sammelbezeichnung für alle Arten korporativer Zusammenschlüsse gebraucht. Das weitergehende Verständnis von Einung umfasst daher neben städtischen Einungen und Landfriedensbünden auch die Erbeinung von dynastischen Herrscherfamilien.
Erbeinungen
Grundsätzlich lassen sich bei Erbeinungen zwei Vertragsformen unterscheiden:
1. Verträge zur Landfriedenswahrung, die auch die Nachfolger (Erben) der Vertragspartner binden sollten. Erbeinungen dienten somit zur Schaffung möglichst dauerhafter politischer Beziehungen und Bündnissen.
2. Auf dieser Grundlage banden sich zwei Fürstenhäuser durch noch weitergehende Erbeinungen aneinander, dann auch „Erbverbrüderungen“ genannt, indem für den Fall des Aussterbens eines Hauses wechselseitiges Erbrecht verfügt wurde. Der Erbeinungs- und der Erbverbrüderungsvertrag wurden meistens in zwei getrennten Vertragsinstrumenten ausgefertigt, ihre Entstehung stand in der Regel jedoch in einem engen sachlichen und zeitlichen Zusammenhang. Ein Grund für die getrennten Ausfertigungen mag sein, dass Erbverbrüderungen wegen ihrer erb- und lehnsrechtlichen Bestimmungen der Bestätigung des Kaisers bedurften, die Erbeinungen im engeren Sinne jedoch nicht.